# Antonín Helméssen
Antonín Hellméssen, také Anton Helmessen (23. května 1854 Bezděkov, okres Roudnice nad Labem, 3. dubna 1930 Chiusa (Klausen), Itálie) byl česko-německý architekt, designér, pedagog a metodik užitého umění a uměleckého průmyslu. Působil ve Vídni, v Praze a v Innsbrucku, prosazoval hnutí moderního celostního umění Arts and Crafts, navrhoval práce architektonické, sochařské i drobné předměty užitého umění (keramika, knižní vazba a šperk).

## Život
Pocházel z rodiny Antona Helmessena staršího (* 1817 Milevsko-), c. a k. úředníka pozemkového úřadu a jeho manželky Hermíny, rozené Mazurové z Woinovits(* 1822). Strýc Elias Woinovits se proslavil jako voják rakouské armády, sloužil zprvu pod maršálkem Radeckým a za vojenské zásluhy byl roku 1889 povýšen do šlechtického stavu s predikátem z Jardolu . Starší bratr se jmenoval Viktor (* 1852).
Antonín vystudoval architekturu na pražské německé Technice. V roce 1885 se podílel na založení a učebních osnovách Uměleckoprůmyslové školy v Praze a dále na ní vyučoval, vedl ateliér pto zpracování kovů a kursy kreslení a designu, včetně vyšívání (pro ženy), keramiku a šperk. Cestoval po Rakousku a Itálii. V letech 1898-1904 učil také kresbu perspektivy na Akademii výtvarných umění. Spolu s Karlem Krattnerem založil Spolek německých výtvarných umělců v Čechách. Roku 1904 nastoupil na místo ředitele státní odborné školy pro zpracování dřeva v Halleinu u Salcburku, v té době první vyšší odborné technické škole v Rakousko-Uhersku. V letech 1907–1912 řídil státní řemeslnou školu v Innsbrucku. Když roku 1913 odešel do výslužby, ocenil císař František Josef I. jeho zásluhy udělením Řádu železné koruny III. třídy. Poslední léta života strávil Helméssen s manželkou v Klausenu v jižním Tyrolsku, připojeném roku 1918 k Itálii.

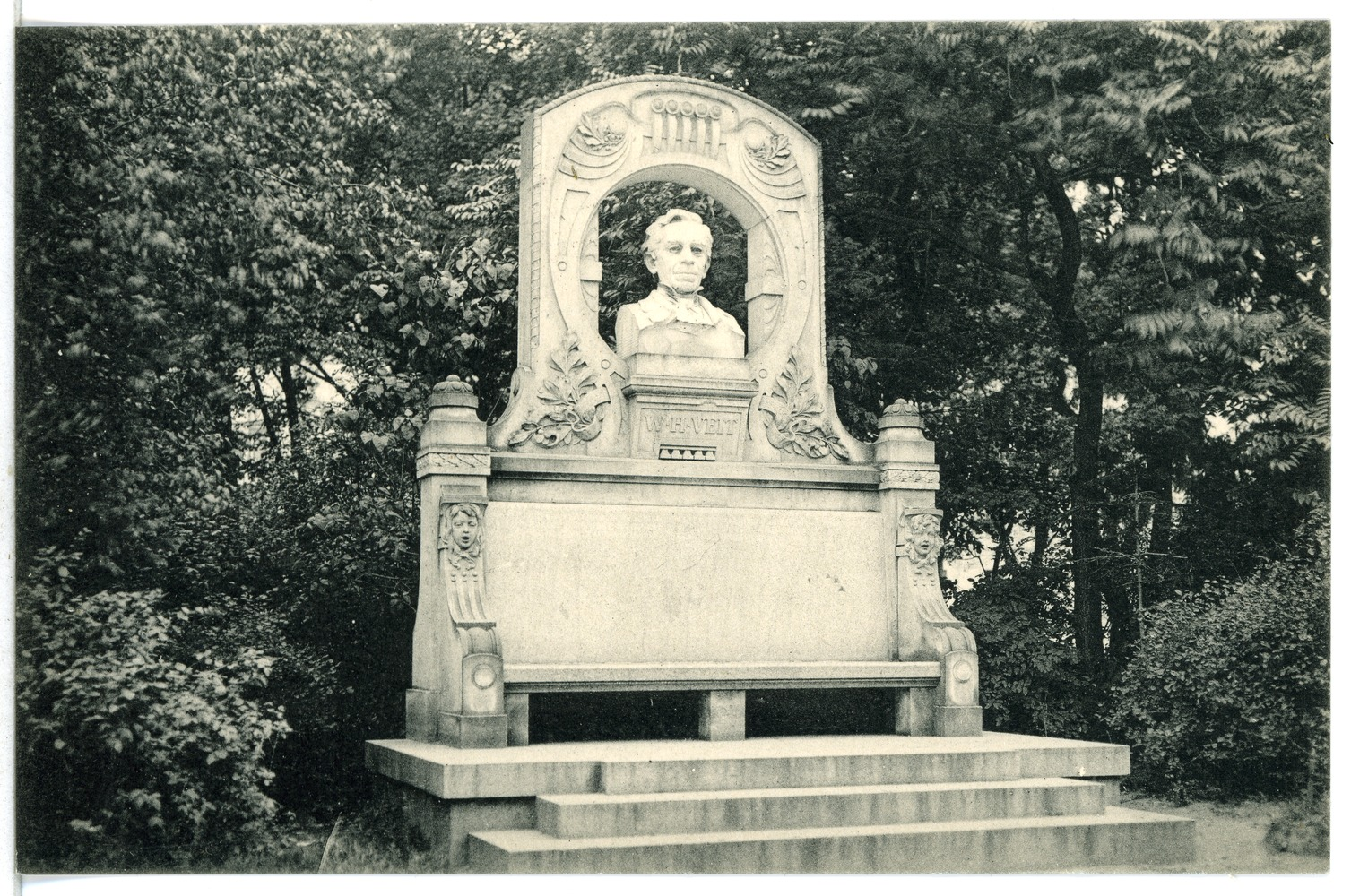
Pomník V. J. Veita v Litoměřicích (1904)

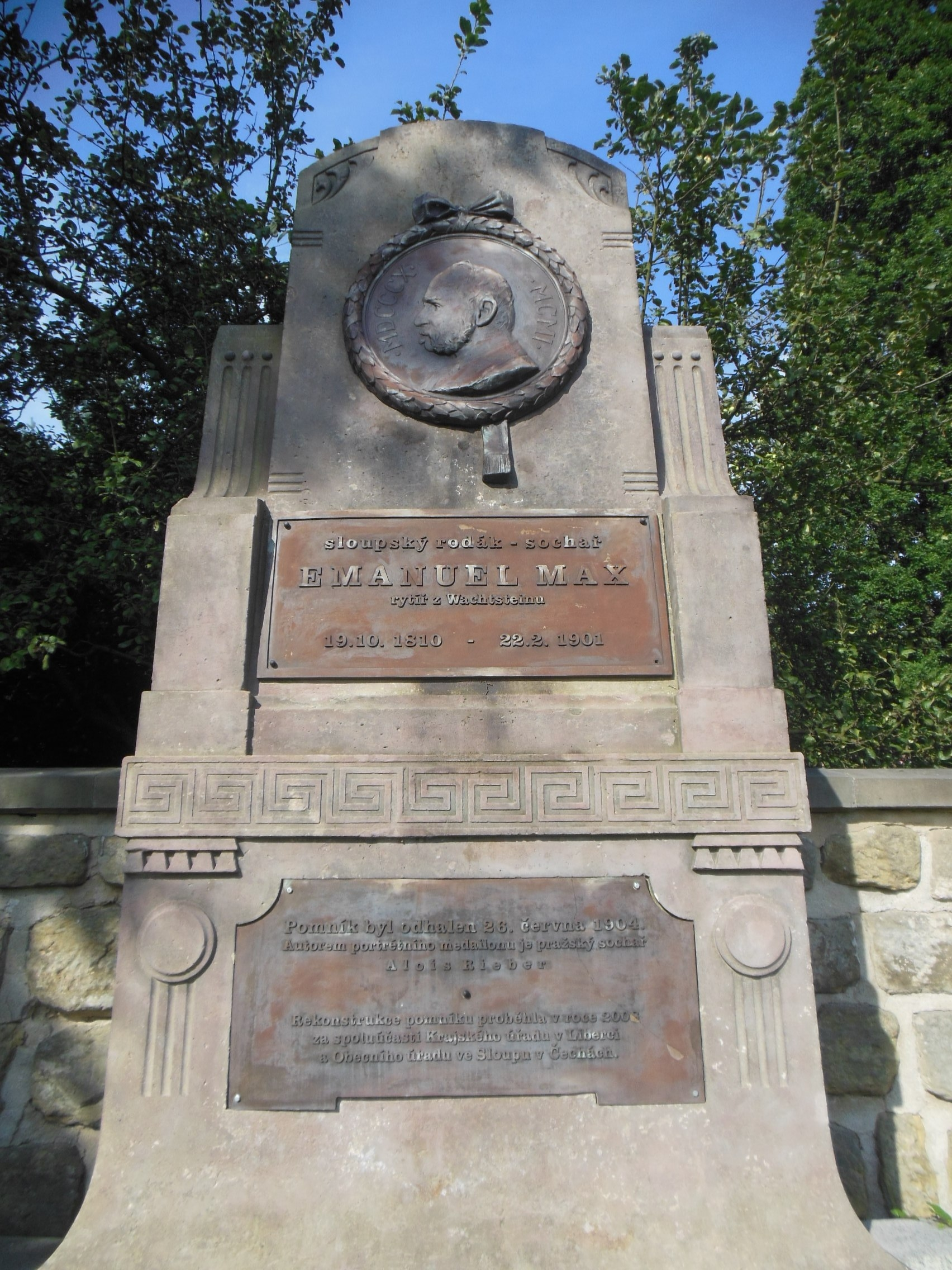
Pomník Emanuela Maxe ve Sloupu, (1904)

## Dílo

### Pomníky
- Pomník právníka a poslance Franze Schmeykala, Česká Lípa (1899), podstavec zbořen r. 1947, bronzová socha od Julia Trautzla zničena[4]
- Pomník sochaře Emanuela Maxe, Sloup v Čechách, Novoborská; autor medailonu Alois Bieber (1904)
- Náhrobek hudebního skladatele Eduarda Tauwitze v Praze na Olšanských hřbitovech
- Pomník hudebního skladatele Václava Jindřicha Veita v Litoměřicích, (1904), zbořen po r. 1945, busta se dochovala v muzeu

### Design
Vzorník návrhů pro uměleckořemeslné a uměleckoprůmyslové výrobky

### Teorie umění a kultury
Byl členem německého spolku pro povznesení kultury a společnosti. Nejdříve přispíval studiemi do tisku ediční řady přednášek této společnosti Sammlung gemeinnütziger Vorträge. Přednášel o uměleckém řemesle a propagoval hnutí Arts & Crafts. Přednášel v Uměleckoprůmyslové škole nebo v Uměleckoprůmyslovém muzeu v Praze. Vyšly zde:
- Die k.k. Kunstgewerbeschule in Prag und ihre Lehrziele – C. a k. Uměleckoprůmyslová škola a její cíle (1894)
- Das Porzellan – (1897)
- Der neue Still im Kunsthandwerk(1898) – o novém stylu v uměleckých řemeslech
- Moderne Wohnräume (1899) – o moderním bydlení a bytové architektuře
- Die k.k. Kunstgewerbeschule in Prag und ihre Lehrziele – C. a k. Uměleckoprůmyslová škola a její cíle (1894)
- Das Porzellan (1897)
- stati o architektuře v časopise  Die deutsche Arbeit (od roku 1905), věnoval se kritice historismu a secese, prosazoval racionální architekturu na principech architektů Gottfrieda Sempera a Otty Wagnera.